# Hippasteria trojana
Hippasteria trojana är en sjöstjärneart som beskrevs av Fell 1958. Hippasteria trojana ingår i släktet Hippasteria och familjen ledsjöstjärnor. Inga underarter finns listade i Catalogue of Life.